# Entresijo

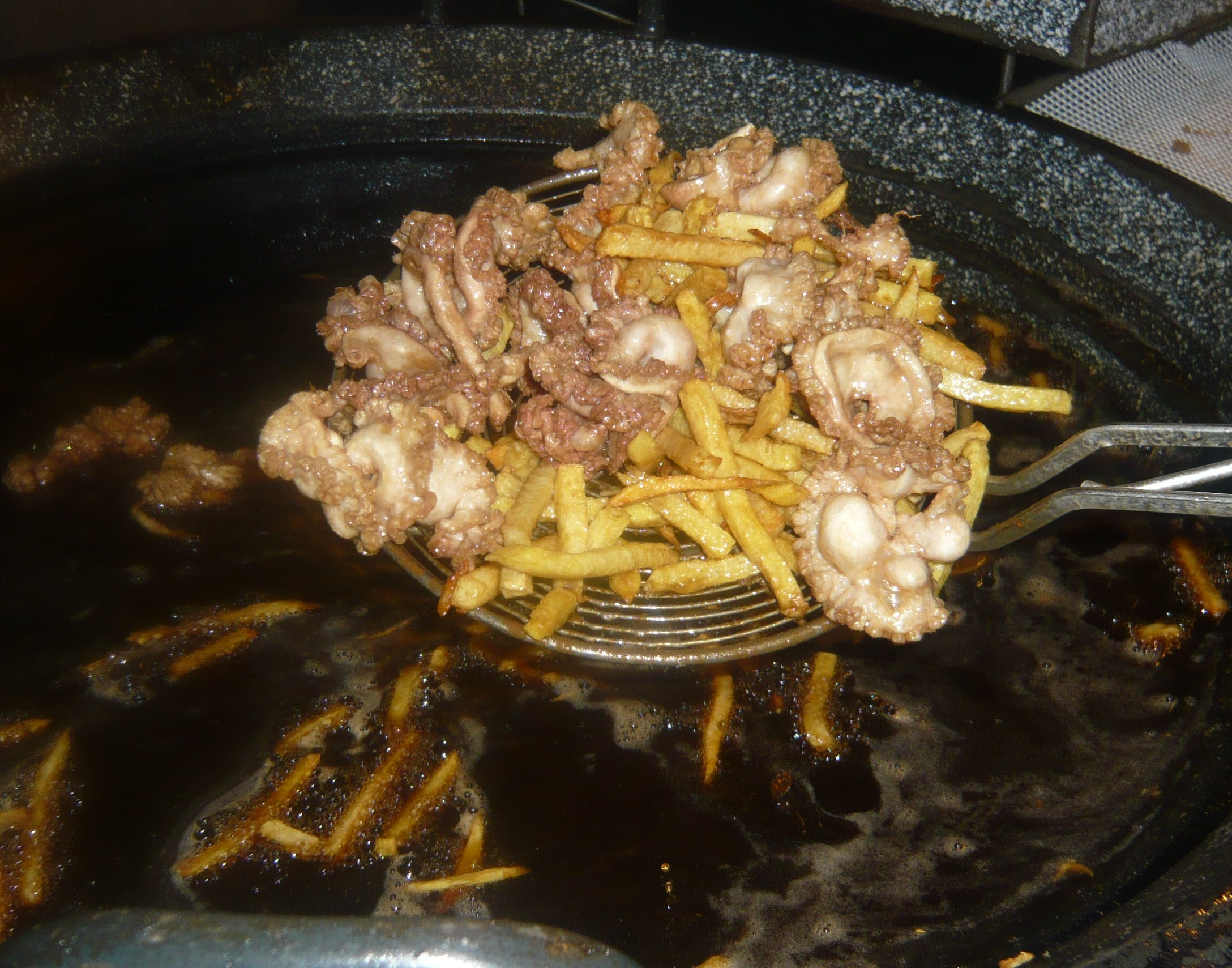
Entresijos recién sacados de la sartén.

El entresijo es el mesenterio del cordero y, por tanto, una parte de la gallineja. 
Su procedencia es una especie de madeja llena de mollejitas (los folclóricos botones) que rodea y protege el intestino delgado y que una vez limpia se separa y se parte en trozos.
Cada trozo resultante es un entresijo. Según el tamaño del cordero, de cada mesenterio salen uno, dos o tres entresijos. Bien fritos, se quedan muy enroscados y pequeños: de unos 5 x 5 centímetros aproximadamente.